# Sebastian Schmidt (piloto de luge)
Sebastian Schmidt (Bautzen, RDA, 1 de febrero de 1978) es un deportista alemán que compitió en luge. Ganó una medalla de plata en el Campeonato Europeo de Luge de 2006, en la prueba doble.

## Palmarés internacional
| Campeonato Europeo | Campeonato Europeo    | Campeonato Europeo | Campeonato Europeo |
| Año                | Lugar                 | Medalla            | Prueba             |
| ------------------ | --------------------- | ------------------ | ------------------ |
| 2006               | Winterberg (Alemania) | Medalla de plata   | Doble              |